# Provincies van Congo-Kinshasa
De Democratische Republiek Congo is onderverdeeld in 26 provincies (provinces), 25 gewone provincies en 1 stadsprovincie (ville Kinshasa). 
In 1966 werd het aantal provincies gereduceerd op basis van een administratieve fusie van oudere kleinere provincies in een beperkter aantal grote provincies. Van 1966 tot 2006 was de Democratische Republiek Congo onderverdeeld in 10 provincies (provinces) en 1 stadsprovincie (ville Kinshasa). 
Eind 2005 werd door de regering-Kabila een voorgestelde wijziging van de provinciale indeling goedgekeurd middels een referendum. Artikel 2 van de grondwet werd hierna gewijzigd. Er werd terug een indeling in 26 provincies vastgelegd die overeenkwam met de oude indeling van voor de administratieve fusie van 1966. Een nieuwe wetswijziging met herverdeling trad in werking in februari 2006 en had binnen drie jaar uitgevoerd moeten worden maar dit gebeurde pas in 2015. Het aantal provincies werd daarbij van 11 terug naar 26 gebracht.
In maart 2016 werden door het parlement gouverneurs verkozen voor de nieuwe provincies. Daarvoor lag het bestuur bij voorlopige commissarissen.
De provincies zijn ingedeeld in gemeenten (commune), steden (ville) en territoria (territoire). De territoria zijn verder ingedeeld in hoofdmanschappen (chefferie) en sectoren (secteur).
Congo-Kinshasa is opgedeeld in twee tijdzones: West-Afrikaanse Tijd (UTC+1) en Centraal-Afrikaanse Tijd (UTC+2).

## Provincies voor 1966 en terug sinds 2015
| #  | Provincie         | Hoofdstad  | Tijdzone | Kaart                         |
| -- | ----------------- | ---------- | -------- | ----------------------------- |
| 1  | Kinshasa          | Kinshasa   | +1       | 25 provincies en de hoofdstad |
| 2  | Centraal-Kongo    | Matadi     | +1       | 25 provincies en de hoofdstad |
| 3  | Kwango            | Kenge      | +1       | 25 provincies en de hoofdstad |
| 4  | Kwilu             | Kikwit     | +1       | 25 provincies en de hoofdstad |
| 5  | Mai-Ndombe        | Inongo     | +1       | 25 provincies en de hoofdstad |
| 6  | Kasaï             | Luebo      | +2       | 25 provincies en de hoofdstad |
| 7  | Centraal-Kasaï    | Kananga    | +2       | 25 provincies en de hoofdstad |
| 8  | Oost-Kasaï        | Mbuji-Mayi | +2       | 25 provincies en de hoofdstad |
| 9  | Lomami            | Kabinda    | +2       | 25 provincies en de hoofdstad |
| 10 | Sankuru           | Lodja      | +2       | 25 provincies en de hoofdstad |
| 11 | Maniema           | Kindu      | +2       | 25 provincies en de hoofdstad |
| 12 | Zuid-Kivu         | Bukavu     | +2       | 25 provincies en de hoofdstad |
| 13 | Noord-Kivu        | Goma       | +2       | 25 provincies en de hoofdstad |
| 14 | Ituri             | Bunia      | +2       | 25 provincies en de hoofdstad |
| 15 | Opper-Uele        | Isiro      | +2       | 25 provincies en de hoofdstad |
| 16 | Tshopo            | Kisangani  | +2       | 25 provincies en de hoofdstad |
| 17 | Neder-Uele        | Buta       | +2       | 25 provincies en de hoofdstad |
| 18 | Noord-Ubangi      | Gbadolite  | +1       | 25 provincies en de hoofdstad |
| 19 | Mongala           | Lisala     | +1       | 25 provincies en de hoofdstad |
| 20 | Zuid-Ubangi       | Gemena     | +1       | 25 provincies en de hoofdstad |
| 21 | Evenaarsprovincie | Mbandaka   | +1       | 25 provincies en de hoofdstad |
| 22 | Tshuapa           | Boende     | +1       | 25 provincies en de hoofdstad |
| 23 | Tanganyika        | Kalemie    | +2       | 25 provincies en de hoofdstad |
| 24 | Opper-Lomami      | Kamina     | +2       | 25 provincies en de hoofdstad |
| 25 | Lualaba           | Kolwezi    | +2       | 25 provincies en de hoofdstad |
| 26 | Opper-Katanga     | Lubumbashi | +2       | 25 provincies en de hoofdstad |

## Voormalige provincies (1966 - 2015)
| #  | Provincie         | Hoofdstad  | Tijdzone | Kaart                         |
| -- | ----------------- | ---------- | -------- | ----------------------------- |
| 1  | Bandundu          | Bandundu   | +1       | Provincies van Congo-Kinshasa |
| 2  | Neder-Congo       | Matadi     | +1       | Provincies van Congo-Kinshasa |
| 3  | Evenaarsprovincie | Mbandaka   | +1       | Provincies van Congo-Kinshasa |
| 4  | West-Kasaï        | Kananga    | +2       | Provincies van Congo-Kinshasa |
| 5  | Oost-Kasaï        | Mbuji-Mayi | +2       | Provincies van Congo-Kinshasa |
| 6  | Katanga           | Lubumbashi | +2       | Provincies van Congo-Kinshasa |
| 7  | Kinshasa          |            | +1       | Provincies van Congo-Kinshasa |
| 8  | Maniema           | Kindu      | +2       | Provincies van Congo-Kinshasa |
| 9  | Noord-Kivu        | Goma       | +2       | Provincies van Congo-Kinshasa |
| 10 | Orientale         | Kisangani  | +2       | Provincies van Congo-Kinshasa |
| 11 | Zuid-Kivu         | Bukavu     | +2       | Provincies van Congo-Kinshasa |